# Tisdale
Tisdale es un pueblo canadiense situado en la provincia de Saskatchewan.

## Superficie
Tisdale tiene una superficie de 6,56 km².

## Demografía
En 2021, tenía 2962 habitantes, una densidad poblacional de 451,9 hab./km², y 1613 viviendas.